# Sabine Eichenberger
Sabine Eichenberger (ur. 25 września 1968) – szwajcarska kajakarka. Srebrna medalistka olimpijska z Atlanty.
Zawody w 1996 były jej jedynymi igrzyskami olimpijskimi. Medal zdobyła w kajakowej czwórce na dystansie 500 metrów. Szwajcarską osadę tworzyły również Gabi Müller, Ingrid Haralamow i
Daniela Baumer.

Jej brat Marcel również był olimpijczykiem.